# Couptrain
Couptrain település Franciaországban, Mayenne megyében. Lakosainak száma 114 fő (2022. január 1.). Couptrain Neuilly-le-Vendin, Saint-Aignan-de-Couptrain és Saint-Calais-du-Désert községekkel határos.

## Népesség
A település népességének változása:
| Lakosok száma | 225  | 186  | 149  | 167  | 122  | 123  | 131  | 133  | 135  | 114  |
|               | 1968 | 1982 | 1990 | 2006 | 2013 | 2015 | 2017 | 2019 | 2020 | 2022 |